# Neápolis escita
Neápolis escita (del griego clásico: Σκυθική Νεάπολις) fue un asentamiento escita que existió desde finales del siglo III a. C. hasta la segunda mitad del siglo III. Las ruinas arqueológicas se encuentran en las afueras de la actual Simferópol. Esta ciudad fue el centro de las tribus escitas de Crimea. La ciudad fue la capital de un pequeño reino conocido como es Estado Escita de Crimea, que abarca las tierras entre el río Dniéper inferior y Crimea. Neápolis fue destruida a mediados del siglo III por los godos.